# Contea di Las Animas
La contea di Las Animas, in inglese Las Animas County, è una contea dello Stato del Colorado, negli Stati Uniti. La popolazione al censimento del 2000 era di 15 207 abitanti. Il capoluogo di contea è Trinidad.

## Geografia
La contea si trova nel sud-est, al confine con il Nuovo Messico. Si tratta della contea più grande per superficie in Colorado. Il territorio è parzialmente montuoso e parzialmente pianeggiante e si trova a est dei Monti Sangre de Cristo.

### Contee confinanti
- Contea di Pueblo - nord
- Contea di Otero - nord
- Contea di Bent - nord-est
- Contea di Baca - est
- Contea di Union (Nuovo Messico) - est
- Contea di Colfax (Nuovo Messico) - sud-ovest
- Contea di Costilla - sud-ovest
- Contea di Huerfano - nord-ovest

## Storia
L'area era abitata da diversi popoli, tra cui Ute, Apache e Comanche. La contea fu costituita nel 1866 come parte del Territorio del Colorado. Il nome della contea deriva dalla contrazione del nome dato dagli spagnoli al fiume Purgatoire "Rio de las animas perdidas en el Purgatorio" ("fiume delle anime perdute nel Purgatorio") perché secondo la tradizione un reggimento spagnolo si era perso nel fiume.

## Comuni
L'unica city è Trinidad.

### Towns
- Aguilar
- Branson
- Cokedale
- Kim
- Starkville

Nella contea si trovano anche alcune città fantasma, tra cui Ludlow e Brodhead.